# Drachten-Azeven
Drachten-Azeven (Fries: Drachten-Asân) is een dorp in de gemeente Opsterland, provincie Friesland. Het heeft geen inwoners en bestaat uit enkel het zuidelijk deel van bedrijventerrein Drachten-Azeven.
Drachten-Azeven heeft sinds 1999 komborden en de gemeente Opsterland heeft in november 2008 met een raadsbesluit Drachten-Azeven officieel een dorpsstatus gegeven. Het is opgenomen in de Basisregistratie Adressen en Gebouwen (BAG).
Het bedrijventerrein Drachten-Azeven ligt rond het knooppunt Drachten (A7/N31/N381) en de exploitatie, vanaf 1992 in ontwikkeling genomen, is in handen van Exploitatiemaatschappij Bedrijvenpark Drachten-Azeven; een samenwerkingsverband tussen Smallingerland en Opsterland. Bedrijvenpark Drachten-Azeven Zuid is gelegen op het grondgebied van de gemeente Opsterland, kadastraal hoorde het bij Ureterp. Bedrijvenpark Azeven-Noord ligt op het grondgebied van Smallingerland en valt onder Drachten en Drachtstercompagnie en maakt geen deel uit van de woonplaats Drachten-Azeven.
Langs de Bohr-, Curie- en Fahrenheitlaan ligt een fietspad dat Azeven-Zuid verbindt met Drachten via de het voorjaar van 2006 geopende fietsbrug De Ring. 
De Ring is een tuibrug over de snelweg A7 en net als het bedrijventerrein een gezamenlijk project van de gemeentes Smallingerland en Opsterland. De brug is ontworpen door het Britse ingenieursbureau Arup en heeft een opvallende rode cirkel in het midden waarmee de ontwerpers een fietswiel met spaken willen uitbeelden.
Dorpen: Bakkeveen · Beetsterzwaag · Drachten-Azeven · Frieschepalen · Gorredijk · Hemrik · Jonkersland · Langezwaag · Lippenhuizen · Luxwoude · Nij Beets · Olterterp · Siegerswoude · Terwispel · Tijnje · Ureterp · Waskemeer (klein deel) · Wijnjewoude

Buurtschappen: Allardsoog (deels) · Haneburen · Hanebuurt · Heidehuizen · Hemrikerverlaat · Klein Groningen · Kooibos · Kortezwaag · Moskou (deels) · Nieuwe Vaart · Oosterend · Oud Beets · Petersburg (deels) · Rolbrug · Selmien · Sparjebird · Uilesprong · Ureterp aan de Vaart · Voorwerk · Vosseburen · Welgelegen (deels) · Wijngaarden · Wijnjeterpverlaat

Friesland: Steden en dorpen      Nederland: Provincies · Gemeenten